# Why Why Why (canção de Shawn Mendes)
"Why Why Why" é uma canção do cantor e compositor canadense Shawn Mendes de seu quinto álbum de estúdio, Shawn (2024). Ele escreveu e produziu a música com Eddie Benjamin, Mike Sabath e Scott Harris. A Island Records lançou na data de 8 de agosto de 2024, como o primeiro single do álbum, junto com o lado B "Isn't That Enough". "Why Why Why" é uma canção folk-pop com influência country e letras introspectivas sobre um antigo relacionamento e as lutas de Mendes contra a ansiedade, que o levaram a cancelar uma turnê de shows em 2022.
Protegendo sua própria saúde mental, Shawn Mendes anunciou o cancelamento de sua quinta turnê de shows, Wonder: The World Tour, em 2022.   Com alguns shows concluídos, auxiliou a divulgação do seu quarto álbum de estúdio Wonder, lançado em 2020.  Ele fez uma pausa na música por dois anos, embora tenha lançado um single de caridade intitulado "What the Hell Are We Dying For?" no ano seguinte.  Em uma entrevista, ele afirmou que estava ansioso para retornar ao estúdio de gravação.  "Why Why Why" foi escrita em 11 de fevereiro de 2024, no Bear Creek Studio em Woodinville, Washington, Estados Unidos. 

## Composição
"Why Why Why" é uma faixa folk-pop   com toques de música country.  Em suas letras emotivas,  o artista se expressa sobre seus próprios problemas de saúde mental e luta contra a ansiedade que o levou a cancelar sua turnê,  bem como um relacionamento anterior.  Um verso da música relata ele imaginando um futuro potencial como pai e um susto de gravidez recebeu cobertura da mídia.   
Em uma entrevista com Zane Lowe da Apple Music, Mendes se abriu sobre o processo de gravação de Why Why Why.  Ele citou que a ansiedade que sentia estimulava sua criatividade.  O cantor disse: Se eu começasse a sentir uma ansiedade muito forte no estúdio, todos tinham certeza de que uma ótima música viria depois, porque havia algum tipo de crise de cura, algum tipo de avanço que deveria acontecer. 

## Recepção crítica
Em uma crítica positiva, Isadora Wandermurem, da revista Clash, descreveu a música como uma “mudança revigorante em relação às produções anteriores do cantor, destacando sua disposição de explorar novos sons”. A crítica considerou "Why Why Why" e "Isn't That" Enough como “não apenas acréscimos ao seu catálogo musical, mas um testemunho de seu crescimento como artista e como pessoa”. 

## Desempenho comercial
A Billboard Canada informou que "Why Why Why" foi o novo single de rádio mais tocado no país por duas semanas consecutivas.   No país, subiu na posição 30 na Canadian Hot 100, marcando o décimo sétimo single de Shawn Mendes no top 40. A canção também alcançou o pico no top 40 na Polônia, na posição 2, na região de Flandres, na Bélgica, na posição 13, na Holanda, na posição 27, e na Croácia, na posição 35. Estreou na posição 58 na Billboard Global 200. Além disso, "Why Why Why" alcançou a posição 51 na Suíça, 59 no Reino Unido, 60 na Suécia, 62 na Eslováquia, 65 na Irlanda, 76 na Alemanha, 84 nos Estados Unidos e 111 em Portugal. 

## Videoclipe
O videoclipe de "Why Why Why" foi lançado junto com a música e foi filmado em Hudson Valley, Nova Iorque, onde algumas canções de Shawn foram escritas e gravadas.  Dirigido por Anthony Wilson e Connor Brashier, o vídeo apresenta o cantor cantando e se apresentando em um celeiro e um rio, também intercala cenas dele se apresentando em um local vazio.  Podemos ver o cantor desfrutando da liberdade, um contraste com as emoções presentes na letra da faixa. 

## Histórico de lançamentos
| Região         | Data                  | Formatar                       | Rótulo                 | Ref.   |
| -------------- | --------------------- | ------------------------------ | ---------------------- | ------ |
| Itália         | 8 de agosto de 2024   | Rádio Airplay                  | Island                 | [ 22 ] |
| Estados Unidos | 9 de agosto de 2024   | Rádio de Músicas Comteporâneas | Island Universal Music | [ 23 ] |
| Reino Unido    | 6 de dezembro de 2024 | Vinil de 7 polegadas           | Island Universal Music | [ 24 ] |
| Estados Unidos | 22 de janeiro de 2025 | Vinil de 7 polegadas           | Island Universal Music | [ 25 ] |